# العرير الأعلى (ذي السفال)

تعديل مصدري - تعديل

العرير الأعلى محلة تابعة لقرية القاعدة، التابعة لعزلة خنوه بمديرية ذي السفال إحدى مديريات محافظة إب في الجمهورية اليمنية، بلغ تعداد سكانها 1491 حسب تعداد اليمن لعام 2004.